# Frantzia pittieri
Frantzia pittieri är en gurkväxtart som först beskrevs av Célestin Alfred Cogniaux, och fick sitt nu gällande namn av Henri François Pittier. Frantzia pittieri ingår i släktet Frantzia och familjen gurkväxter. Inga underarter finns listade i Catalogue of Life.